# Agim Sopi
Agim Sopi, född 28 oktober 1969 i Skopje i dåvarande Jugoslavien, är en svensk fotbollstränare och tidigare fotbollsspelare. 
Sopi kom till Sverige från dåvarande Jugoslavien 1987. Han började spela fotboll i Sverige när han bodde på en flyktingförläggning. Först i Tyringe IF, därefter Österslöv i division 4. Under den tiden provspelade han med Helsingborgs IF, men det ledde inte till något kontrakt. Han flyttade till Malmö och spelade för NK Croatia och Kosova IF. Därefter gick han till IFK Malmö 1995. 1996 startade han upp Liria IF som spelande tränare och därefter var han spelande assisterande tränare i Malmö BI i ett och ett halvt år. Han var ordförande, A-lagstränare och spelare i Rosengårdsklubben Shkëndia IF fram till nedläggningen 2005. Han har även varit tränare i SK Hakoah, BK Näset, FK Besa, FC Rosengård, KSF Prespa Birlik och Landskrona BoIS bland annat. 
Under säsongen 2020 tog Sopi över som huvudtränare i Österlen FF efter att Jonas Stridsberg lämnat klubben. Klubben blev under säsongen 2020 uppflyttade till Division 1. I november 2021 fick Sopi lämna klubben.
Han är bror till den före detta allsvenske spelaren Baskim Sopi.